# Loi fédérale sur la circulation routière
Pour les autres articles nationaux ou selon les autres juridictions, voir Code de la route.
Lire en ligne

Site officiel

La Loi fédérale sur la circulation routière (LCR) est un texte de loi régissant la circulation sur la voie publique en droit suisse. Elle est complétée par l'Ordonnance sur les règles de la circulation routière (OCR).

## Bases juridiques
La LCR se fonde sur l'Art. 82 (Circulation routière) de la Constitution fédérale, qui mentionne notamment que La Confédération légifère sur la circulation routière.

## Historique
- Adoption par l'Assemblée fédérale : 19 décembre 1958
- Entrée en vigueur : 1er octobre 1959
- Dernière version : 1er janvier 2018

## Contenu
| Titre 1 : Dispositions générales                    | Titre 1 : Dispositions générales                                                    | Articles 1 - 6a    |
| Titre 2 : Véhicules et conducteurs                  | Titre 2 : Véhicules et conducteurs                                                  | Articles 7 - 25    |
|                                                     | Chapitre 1 : Les véhicules automobiles et leurs conducteurs                         | Articles 7 - 17    |
|                                                     | Chapitre 2 : Les véhicules sans moteur et leurs conducteurs                         | Articles 18 - 21   |
|                                                     | Chapitre 3 : Dispositions communes                                                  | Articles 22 - 25   |
| Titre 3 : Règles de la circulation                  | Titre 3 : Règles de la circulation                                                  | Articles 26 - 57b  |
|                                                     | Chapitre 1 : Règles concernant tous les usagers de la route                         | Articles 27 - 28   |
|                                                     | Chapitre 2 : Règles concernant la circulation des véhicules                         | Articles 29 - 48   |
|                                                     | Chapitre 3 : Règles applicables aux autres usagers de la route                      | Articles 49 - 50   |
|                                                     | Chapitre 4 : Devoirs en cas d'accidents                                             | Article 51         |
|                                                     | Chapitre 5 : Manifestations sportives, courses d'essai                              | Articles 52 - 53   |
|                                                     | Chapitre 6 : Dispositions d'exécution                                               | Articles 53a - 57b |
| Titre 3a : Gestion du trafic                        | Titre 3a : Gestion du trafic                                                        | Articles 57c - 57d |
| Titre 4 : Responsabilité civile et assurance        | Titre 4 : Responsabilité civile et assurance                                        | Articles 58 - 89   |
|                                                     | Chapitre 1 : Responsabilité civile                                                  | Articles 58 - 62   |
|                                                     | Chapitre 2 : Assurance                                                              | Articles 63 - 68   |
|                                                     | Chapitre 3 : Cas spéciaux                                                           | Articles 69 - 79   |
|                                                     | Chapitre 4 : Rapports avec les autres assurances                                    | Articles 80 - 81   |
|                                                     | Chapitre 5 : Dispositions communes                                                  | Articles 82 - 89   |
| Titre 4a : Systèmes d'information                   | Titre 4a : Systèmes d'information                                                   | Articles 89a - 89t |
|                                                     | Chapitre 1 : Système d'information relatif à l'admission à la circulation           | Articles 89a - 89h |
|                                                     | Chapitre 2 : Système d'information relatif aux accidents de la route                | Articles 89i - 89n |
|                                                     | Chapitre 3 : Système d'information relatif aux contrôles de la circulation routière | Articles 89o - 89t |
| Titre 5 : Dispositions pénales                      | Titre 5 : Dispositions pénales                                                      | Articles 90 - 103  |
| Titre 6 : Exécution de la loi, dispositions finales | Titre 6 : Exécution de la loi, dispositions finales                                 | Articles 104 - 108 |